# Geostiba appalachigena
Geostiba appalachigena är en skalbaggsart som beskrevs av Vladimir I. Gusarov 2002. Geostiba appalachigena ingår i släktet Geostiba och familjen kortvingar. Inga underarter finns listade i Catalogue of Life.